# Los Trípodes
Los Trípodes es una serie de novelas juveniles escritas por John Christopher. Los dos primeros libros fueron además la base de una serie de ciencia ficción producida en Reino Unido en la década de los ochenta.

## Sinopsis
Los Trípodes es una historia de carácter post-apocalíptico. La humanidad ha sido conquistada y esclavizada por los "trípodes", unas entidades alienígenas que se mueven en gigantescas máquinas con tres patas. La sociedad humana ha retrocedido a una forma de vida rural semejante a la Edad Media pero con artefactos de épocas posteriores que se siguen utilizando. 
A la edad de catorce años, todos los humanos son sometidos a una operación por parte de los alienígenas, que implantan una placa en su cabeza capaz de suprimir la curiosidad y la creatividad, quedando las personas en un estado de docilidad. Las placas provocan la sumisión total a los trípodes y la gente controlada es feliz sirviéndoles. Sin embargo, hay algunas personas cuyas mentes están rotas (no han podido ser controladas con éxito) y recorren el mundo en forma de vagabundos. También están los hombres libres, que son hombres que huyeron de los Trípodes y que se encuentran al sur en las Montañas Blancas.

## Libros

### Las Montañas Blancas (1967)
En el futuro, el mundo está controlado por unas enormes máquinas llamadas Trípodes. La humanidad está sujeta a un control mental que impide cualquier tipo de levantamiento contra el orden establecido. Will Parker, es un chico de trece años que vive en el pequeño pueblo inglés de Wherton. Está a la espera de la transición a la edad adulta, que tendrá lugar en la próxima "Ceremonia de la Placa". Sin embargo, un encuentro casual con un misterioso vagabundo llamado Ozymandias, cambiará su destino y comenzará así un viaje en busca de un lugar libre del control de los trípodes.  En su camino estará siempre acompañado por su primo Henry y por un joven francés llamado Jean-Paul y apodado "Larguilucho" por su altura. 
Sin saberlo, Will será capturado por los trípodes y le implantarán un dispositivo de rastreo. Los chicos se darán cuenta de que los alienígenas los están utilizando para encontrar a la resistencia humana. Henry y Larguilucho logrará quitar el dispositivo a Will y alcanzarán finalmente las Montañas Blancas donde se reunirán con la resistencia. 

### La Ciudad de Oro y Plomo (1968)
Después de un año entre los hombres libres, Will, Larguilucho y un niño alemán llamado Fritz son enviados para infiltrarse en una de las ciudades de los trípodes. Para ello colocan una placa inofensiva en su cabeza y engañar así a los alienígenas. Para entrar en la ciudad, los tres jóvenes deben participar en unos juegos deportivos donde los ganadores se ofrecerán para servir a los trípodes. Will y Fritz lograrán el objetivo, pero no así Larguilucho. 
Los ganadores son tomados por los trípodes y transportados a la ciudad extraterrestre. Dentro de esta, los chicos se encuentra los verdaderos alienígenas (llamados "Amos") que son los que controlan los grandes trípodes. Allí dentro hombres son usados como esclavos mientras que las mujeres son asesinadas para admiración de los Amos. Todos los humanos deben llevar una máscara para poder respirar, pues el aire que respiran los alienígenas es letal. Igualmente, las ciudades poseen una gravedad superior a la normal, lo que causa un gran agotamiento en las personas y una significativa reducción de la esperanza de vida. 
Mientras Fritz es maltratado por su Amo, Will es elegido por uno más benévolo y consigue aprender mucho sobre el origen y costumbres de los alienígenas. Finalmente, su Amo le revela un plan para reemplazar la atmósfera de la Tierra con el aire tóxico que ellos respiran, de tal manera que así podrán controlar todo el planeta. Will consigue a duras penas escapar de la ciudad y consigue regresar a las Montañas Blancas.

### El Estanque de Fuego (1968)
Will y Fritz viajan a Europa del Este, al Cáucaso y a Oriente Medio y establecen células de resistencia con jóvenes que cuestionan el poder de los trípodes. La resistencia, después de haber emboscado a un trípode, descubre que el alcohol tiene un fuerte efecto soporífero en los Amos. Introduciendo el alcohol en los sistemas de agua de las ciudades, los humanos atacan las ciudades alienígenas, y aunque una de ellas conseguirá sobrevivir al asalto, un ataque aéreo terminará por destruirla. 
Libre del control de las placas, la tecnología se vuelve a redescubrir rápidamente. Mientras tanto, la gran nave espacial de los Amos (que venía para polucionar el aire de la Tierra) llega al planeta y destruye los resto de las ciudades alienígenas, presumiblemente, para evitar que los humanos estudien sus tecnologías y puedan atacarlos. La humanidad se ha salvado, pero la saga termina con la renacimiento de los sentimientos nacionalistas. El lector es invitado a preguntarse: después de haber dominado a los Amos, ¿puede la gente dominarse a sí misma?

### Cuando llegaron los Trípodes (1988)
Es una precuela después de la trilogía original. La trama trata de la forma en la que los Amos conquistaron la Tierra. Temiendo el potencial tecnológico de la humanidad, los alienígenas, incapaces de derrotar a esta en una guerra convencional, comienzan a hipnotizar a la gente a través de un programa televisivo para después, colocarles una placa de control en la cabeza. La sociedad terrestre se desmoronará poco a poco hasta terminar sucumbiendo ante los Amos. 

## Serie de televisión
La versión televisiva de Los Trípodes fue realizada conjuntamente por la BBC en el Reino Unido y la Seven Network de Australia entre los año 1984 y 1985. La banda sonora fue escrita por Ken Freeman. 
La primera temporada de la serie consta de 13 episodios de media hora y se cubre el primer libro. Los 12 episodios siguientes se refieren al libro de "La Ciudad de Oro y Plomo". La adaptación de tercer libro no llegó a producirse. 